# Juan Musso
Juan Agustín Musso (* 6. Mai 1994 in San Nicolás de los Arroyos) ist ein argentinischer Fußballtorwart. Seit 2021 steht er bei Atalanta Bergamo unter Vertrag und ist zurzeit an Atlético Madrid ausgeliehen.

## Karriere

### Verein
Im Jahr 2016 aus der Jugend gekommen, begann Juan Musso seine Karriere beim Racing Club in Avellaneda. Am 28. Mai 2017 gab er beim 2:1-Heimsieg gegen CA San Lorenzo sein Profidebüt. In der Saison 2017/18 etablierte er sich schließlich zum Stammtorhüter und belegte am Ende der Spielzeit mit Racing den 7. Platz, was gleichbedeutend mit der Qualifikation für die Copa Sudamericana 2019 war.
Im Sommer 2018 wechselte Musso zum italienischen Serie-A-Klub Udinese Calcio. Auch hier war er direkt gesetzt und absolvierte für die Bianconieri bis zum Ende der Saison 2020/21 insgesamt 102 Spiele.
Am 2. Juli 2021 unterzeichnete er einen Vertrag beim Ligakonkurrenten Atalanta Bergamo. Im August 2024 wurde er an Atlético Madrid verliehen.

### Nationalmannschaft
Juan Musso wurde in Argentinien geboren, besitzt jedoch auch einen italienischen Pass. Sein Debüt für die argentinische Nationalmannschaft gab er am 26. März 2019, in einem Freundschaftsspiel gegen Marokko, als er in der 67. Minute für Esteban Andrada eingewechselt wurde. Am 14. Juni 2019 wurde er zudem für die Copa América nachnominiert, um den verletzten Andrada zu ersetzen.

## Statistiken

### Verein
- Stand: 28. Juni 2022[8]

| Verein           | Saison  | Liga             | Liga   | Liga | Nationaler Pokal | Nationaler Pokal | Kontinental | Kontinental | Andere | Andere | Gesamt | Gesamt |
| Verein           | Saison  | Liga             | Spiele | Tore | Spiele           | Tore             | Spiele      | Tore        | Spiele | Tore   | Spiele | Tore   |
| ---------------- | ------- | ---------------- | ------ | ---- | ---------------- | ---------------- | ----------- | ----------- | ------ | ------ | ------ | ------ |
| Racing Club      | 2016/17 | Primera División | 1      | 0    | 2                | 0                | 5           | 0           | –      | –      | 8      | 0      |
| Racing Club      | 2017/18 | Primera División | 22     | 0    | 0                | 0                | 6           | 0           | –      | –      | 28     | 0      |
| Racing Club      | Gesamt  | Gesamt           | 23     | 0    | 2                | 0                | 11          | 0           | –      | –      | 36     | 0      |
| Udinese Calcio   | 2018/19 | Serie A          | 29     | 0    | 0                | 0                | –           | –           | –      | –      | 29     | 0      |
| Udinese Calcio   | 2019/20 | Serie A          | 38     | 0    | 1                | 0                | –           | –           | –      | –      | 39     | 0      |
| Udinese Calcio   | 2020/21 | Serie A          | 35     | 0    | 1                | 0                | –           | –           | –      | –      | 36     | 0      |
| Udinese Calcio   | Gesamt  | Gesamt           | 102    | 0    | 2                | 0                | –           | –           | –      | –      | 104    | 0      |
| Atalanta Bergamo | 2021/22 | Serie A          | 33     | 0    | 2                | 0                | 12          | 0           | –      | –      | 47     | 0      |
| Gesamt           | Gesamt  | Gesamt           | 158    | 0    | 6                | 0                | 23          | 0           | 0      | 0      | 187    | 0      |

### Nationalmannschaft
- Stand: 28. Juni 2022[9]

| Nationalmannschaft | Jahr   | Spiele | Tore |
| ------------------ | ------ | ------ | ---- |
| Argentinien        | 2019   | 1      | 0    |
| Argentinien        | 2021   | 1      | 0    |
| Gesamt             | Gesamt | 2      | 0    |

## Erfolge

### Verein
Racing Club
- Argentinischer Meister: 2014

Atalanta Bergamo
- Europa-League-Sieger: 2024

### Nationalmannschaft
- Copa América: 2021
- Superclásico de las Américas: 2019